# Sie nannten ihn Gringo
Pour plus de détails, voir Fiche technique et Distribution.
Sie nannten ihn Gringo est un western spaghetti germano-espagnol sorti en 1965, réalisé par Roy Rowland. Il s'inspire du roman Ein Fremder geht seinen Weg de G. Smith.

## Synopsis
Dakota, 1895. Dans la petite ville de Silver Springs, l'avocat pénal Ken Denton a le projet de ruiner le vieux rancher Martin, dont il est l'intendant, parce qu'il a tué le père de Denton il y a des années ; il se retrouverait ainsi aux commandes de la compagnie de transport. Il charge Gringo, le fils disparu de Martin, qui vit comme un vagabond depuis des années, ainsi qu'un groupe de cow-boys, de chasser l'éleveur de sa propriété ou de le tuer. Le gouverneur du pays envoie l'agent Mace Carson à Silver Springs pour s'occuper de l'affaire. Après avoir fait ses preuves lors d'une confrontation avec Gringo et certains de ses hommes, il est élu shérif par les citoyens de Silver Springs. Inébranlable et incorruptible, il peut désormais découvrir la fraude. Finalement, Gringo se sacrifie pour son père.

## Fiche technique
Sauf indication contraire, les informations mentionnées dans cette section peuvent être confirmées par la base de données cinématographiques IMDb,  présente dans la section « Liens externes ».
- Titre original allemand : Sie nannten ihn Gringo
- Titre alternatif en allemand : Jagt den Gringo zur Hölle
- Titre espagnol : La ley del forastero[1]
- Réalisation : Roy Rowland
- Scénario : Francisco Gonzálvez, Clarke Reynolds, Helmut Harun
- Genre : western spaghetti
- Musique : Heinz Gietz, Piero Piccioni
- Production : International Germania Film (Alfons Carcasona), Procusa Films
- Directeur de production : Heinz Willeg
- Photographie : Manuel Merino (sous le pseudo de Mel Merino)
- Format d'image : Eastmancolor, Cinemascope
- Montage : Fred Srp, Pablo González del Amo
- Durée : 91 min
- Pays de production :  Allemagne de l'Ouest,  Espagne
- Langue originale : allemand
- Censure en Allemagne : plus de 12 ans
- Date de sortie :
  - Allemagne de l'Ouest : 19 mars 1965
  - Espagne : 21 juin 1966[2]

## Distribution
- Götz George : Mace Carson
- Alexandra Stewart : Lucy
- Helmut Schmid : Ken Denton
- Sieghardt Rupp : Reno
- Dan Martin : Gringo
- Sylvia Solar : Kate Rowland
- Pietro Tordi (sous le pseudo de Peter Tordy) : Sam Martin
- Hugo Pimentel (es) (sous le pseudo de Hugo Pimentez) : Dave Walton
- Franco Lantieri : Mac
- Valentino Macchi : Tin Walton
- Hilario Flores (sous le pseudo de Hilario Fuertes) : Tinnie
- Julio César Semper : Pecos